# Liste der Monuments historiques in Moulainville
Die Liste der Monuments historiques in Moulainville führt die Monuments historiques in der französischen Gemeinde Moulainville auf.

## Liste der Objekte
| Bezeichnung | Beschreibung                                                                                | Standort                                | Kennzeichnung | Schutzstatus | Datum | Bild |
| ----------- | ------------------------------------------------------------------------------------------- | --------------------------------------- | ------------- | ------------ | ----- | ---- |
| Paxtafel    | Messing, versilbert, um 1800; im Centre départemental d’art sacré in Saint-Mihiel deponiert | in der Kirche St-Pierre-ès-Liens (Lage) | PM55002128    | Classé       | 2000  |      |